# Nowa Rudna
Nowa Rudna – część wsi Rudna w Polsce, położona w województwie wielkopolskim, w powiecie pilskim, w gminie Wysoka. Wchodzi w skład sołectwa Rudna.
W latach 1975–1998 Nowa Rudna należała administracyjnie do województwa pilskiego.